# Heidi Wang
 Der er for få eller ingen kildehenvisninger i denne artikel, hvilket er et problem. Du kan hjælpe ved at angive troværdige kilder til de påstande, som fremføres i artiklen.

Heidi Wang (kinesisk: 王立智; født 9. august 1956) er kommunalpolitiker for partiet Venstre  i Københavns Borgerrepræsentation.

## Baggrund
Wang, der er født og opvokset i Taiwan, blev dansk gift med en studiekammerat hun mødte i USA og flyttede til Danmark i 1983. I 1986 fik hun statsborgerskab. Wang er bachelor i tysk fra Fu-Jen Catholic University i Taiwan samt cand.scient. i mediekundskab fra East Texas State University, USA. Da hun kom til Danmark i 1980’erne, ville arbejdsmarkedet ikke anerkende hendes uddannelser, så hun supplerede dem med Den Erhvervsøkonomiske Suppleringsuddannelse fra Handelshøjskolen i Århus og blev importøkonom ved Hobro Handelsskole. Heidi Wang taler flydende engelsk, dansk, kinesisk og tysk.
Heidi Wang har siden 1986 været selvstændig oversætter og konsulent med speciale i Kina. Hun var i tre år China Area Manager for Niels Brock, var i en periode ansat i FN og har siden 2012 været præsident for Nordic-Chinese Chamber of Commerce.
Heidi Wang er fraskilt og har sønnen Daniel. I dag bor hun på Østerbro i København.

## Politisk karriere
Heidi Wang blev valgt til Københavns Borgerrepræsentation for Venstre i 2001 og i 2005 og 2009. I 2010 skiftede hun til Liberal Alliance. Wang er medlem af Økonomiudvalget og Teknik- og Miljøudvalget. Tidligere har hun været medlem af Beskæftigelses- og Integrationsudvalget samt Uddannelses- og Ungdomsudvalget. Hun har været opstillet til Folketinget for både Venstre og Liberal Alliance. Wang blev valgt til borgerrepræsentationen for Liberal Alliance ved kommunalvalget i 2017 og i 2020 skiftede hun tilbage til Venstre  Hun blev ikke genvalgt ved kommunalvalget 2021, men genindtrådte i Borgerrepræsentationen i marts 2022 idet hun overtog Cecilia Lonning-Skovgaards mandat efter dennes tilbagetræden.
Heidi Wang blev den første folkevalgte østasiat i Danmark.

## Bogudgivelse
I 2006 skrev Flemming Ytzen bogen: ”Danmark Er Ikke For Tøsedrenge – Heidi Wangs vej fra Taiwan til dansk politik”. Bogen er delvist biografi, delvist samtalebog med dialog mellem Heidi Wang, Bertel Haarder og Søren Pind og med forord af Naser Khader. Bogens temaer er integration, politik og ”SystemDanmark”.